# Julius Braunhofer
Julius Braunhofer (* 29. Mai 1829 in Mannheim, Baden; † 15. Oktober 1867 in Berlin, Königreich Preußen) war ein deutscher Theaterschauspieler.

## Leben
Julius Braunhofer, Sohn des österreichischen Theaterschauspieler Carl Braunhofer trat zuerst, um sich zu bilden, auf kleinen Bühnen auf und fand sein erstes größeres Engagement als jugendlicher Liebhaber am Hoftheater in Karlsruhe. Er machte sich hier wohl recht beliebt, alleine die künstlerischen Verhältnisse waren für ihn nicht günstig, und so ging er schon 1852 nach Kassel. Hier wurde er der erklärte Liebling des Publikums. Zehn Jahre wirkte er als solcher, bis er 1862 einem Rufe an das Königl. Hoftheater in Berlin Folge gab. Es war hier mit großer Auszeichnung tätig und seine Verwendbarkeit und Brauchbarkeit wurden einstimmig anerkannt. Er wurde namentlich in humoristischen Rollen, in denen er ganz hervorragendes leistete, zu den Ersten seines Faches gezählt. Nach fünfjährigem Wirken, das zu großen Hoffnungen berechtigte, starb er am 15. Oktober 1867.

## Schüler (Auswahl)
- Julius Hübner